# Andermatt
Andermatt je mjesto u Švicarskoj blizu Gottharda i Oberalppass, i pripada kantonu Uri. Mjesto leži u dolini Urserentala. 

## Jezik
njemački

## Gospodarstvo
Veće tvrtke u Andermattu su:
- Orascom Hotel and Development

## Vanjske poveznice
- Službena stranica